# Phococetus vasconum
Phococetus vasconum és una espècie extinta de cetaci del grup dels odontocets que visqué durant el Miocè inferior. Se n'han trobat restes fòssils a França. Es tracta de l'única espècie del gènere Phoococetus.